# 14. Panzer-Division
La 14. Panzer-Division era una divisione corazzata della Wehrmacht impiegata in combattimento durante la seconda guerra mondiale. La divisione, reclutata in Sassonia, si distinse per coraggio e valore in tutte le campagne a cui prese parte. Completamente distrutta durante la battaglia di Stalingrado, venne ricostituita nell'aprile 1943, partecipando fino alla fine alle durissime battaglie del fronte orientale.
Ufficiali famosi della 14. Panzer-Division furono Wilhelm Langkeit, Werner Mummert, Martin Unrein, Friedrich Kühn, Ferdinand Heim e Bernhard Sauvant.

## Storia
| Luogo                          | Periodo             |
| Germania                       | ago 1940 - mar 1941 |
| Ungheria                       | mar 1941 - apr 1941 |
| Jugoslavia                     | apr 1941 - mag 1941 |
| Germania                       | mag 1941 - giu 1941 |
| Fronte orientale, settore sud  | giu 1941 - gen 1943 |
| Francia                        | apr 1943 - ott 1943 |
| Fronte orientale, settore sud  | ott 1943 - lug 1944 |
| Retrovie in Romania            | lug 1944 - set 1944 |
| Fronte orientale, settore nord | set 1944 - apr 1945 |

### Le origini con la 4. Infanterie-Division
Le origini della 14. Panzer-Division risiedono nella 4. Infanterie-Division (4ª Divisione di fanteria), creata a Dresda il 1º ottobre 1934 sotto il nome di Artillerieführer IV, tenuto fino al 15 ottobre 1935, e guidata da Erich Raschick.
Il 10 novembre 1938 comandante dell'unità divenne il generalleutnant Erik Hansen, con il quale aveva già compiuto l'occupazione della Cecoslovacchia. Quando scoppiò la seconda guerra mondiale la divisione si trovava in Alta Slesia, e da qui prese parte alla campagna di Polonia inquadrata nella 10ª Armata. La sua avanzata coprì le città di Lubliniec, Kielce e Annopol, fermandosi solo alla fine delle ostilità mentre stava dirigendo per Wieprz. Nel dicembre del 1939 fu trasferita in Germania e, dopo qualche cambio di organico, entrò nella campagna di Francia inizialmente posta nella riserva militare del Gruppo d'armate A, ma già nel giugno 1940 iniziò una nuova avanzata (con la 6ª Armata) che le fece raggiungere Sedan passando per Sankt Vith, Bastogne, Bapaume e Péronne. I combattimenti proseguirono a Barleux, Étalon e Canly fino oltre la Senna e la Loira, arrestandosi nel Cher il 16 giugno.
Alla fine di luglio l'unità venne rimpatriata a Königsbrück, e poco dopo fu convertita nella 14. Panzer-Division.

### Prime campagne della divisione corazzata
La 14. Panzer-Division venne costituita il 15 agosto 1940 a Dresda, in Sassonia, attraverso la meccanizzazione della 4. Infanterie-Division con l'inserimento del 36. Panzer-Regiment, proveniente dalla 4. Panzer-Division. Dopo la fase organizzativa la formazione venne assegnata, nel marzo 1941, alla 11ª Armata, per essere subito dopo trasferita in Ungheria per partecipare all'operazione Marita, la prevista invasione della Jugoslavia e della Grecia. Durante la campagna, la divisione, assegnata ora al XXXXVI. Panzerkorps della 2ª Armata e forte di 45 Panzer II, 51 Panzer III, 20 Panzer IV e 8  Panzerbefehlswagen (carri comando disarmati), diede notevole prova di slancio e valore, marciando fulmineamente su Zagabria e quindi su Sarajevo e Ragusa di Dalmazia, travolgendo facilmente le sporadiche resistenze nemiche.
Dopo la breve e vittoriosa campagna, la 14. Panzer-Division (equipaggiata con 45 Panzer II, 71 Panzer III e 20 Panzer IV) venne rapidamente rischierata nel settore meridionale del fronte orientale per l'imminente operazione Barbarossa. Inquadrata ora nel III Panzerkorps (Panzergruppe 1 del generale von Kleist) insieme alla 13. Panzer-Division, si distinse nuovamente nella fase iniziale della gigantesca campagna, marciando audacemente su Žitomir (in questa fase respinse numerosi contrattacchi delle riserve corazzate sovietiche nella regione di Luck, rivendicando la distruzione di un ingente numero di mezzi nemici), poi su Kremenčug sul Dnepr e proseguendo fino a Rostov sul Don (la "porta" del Caucaso). In questa regione la divisione subì un primo scacco: contrattaccata dalle forze sovietiche, venne messa in difficoltà e dovette ripiegare, insieme agli altri reparti tedeschi, sul fiume Mius, abbandonando Rostov nel novembre 1941.
La divisione avrebbe trascorso il resto della terribile campagna invernale 1941-42 con continui interventi di tamponamento tattico di fronte agli incessanti attacchi del nemico.

### Stalingrado
Durante la primavera 1942, la 14. Panzer-Division venne completamente riequipaggiata con panzer ultimo modello in vista dell'operazione Blu, la nuova offensiva tedesca nel settore meridionale del fronte sovietico. Nel maggio dello stesso anno la divisione dovette intervenire (sempre inquadrata nel III Panzerkorps, 1ª Armata corazzata del generale von Kleist) per affrontare l'imprevista offensiva dell'Armata Rossa che porterà alla seconda battaglia di Char'kov: la divisione avrebbe condotto una nuova avanzata lampo, tagliando fuori numerose armate sovietiche e contribuendo in modo decisivo (insieme alla 16. Panzer-Division) alla schiacciante vittoria tedesca.
Dopo il brillante successo, la 14. Panzer-Division prese parte alla marcia verso il Caucaso, tornando di nuovo nella regione di Rostov prima di essere assegnata alla 4ª Armata corazzata del generale Hoth e sorprendentemente dirottata a nord verso la città di Stalingrado, già attaccata da ovest dalla 6ª Armata del generale Friedrich Paulus.
In questa città si sarebbe segnato il destino degli uomini e dei mezzi corazzati della divisione: l'esperta formazione venne coinvolta nei combattimenti urbani e progressivamente dissanguata. In particolare, partecipò come elemento di sfondamento al furioso attacco del 14 ottobre 1942 nel settore della grande fabbrica di trattori di Stalingrado: avrebbe ottenuto un successo locale pagato però a caro prezzo.
Ormai a corto di uomini e mezzi, dopo i duri scontri nelle rovine della città, la 14. Panzer-Division venne in parte ritirata dal fronte e riportata (tranne alcuni battaglioni di panzergrenadier) a ovest del Don per ricostituirsi e formare, insieme alla 22. Panzer-Division e alla 1ª divisione corazzata rumena, inquadrate nel XXXXVIII Panzerkorps, la riserva strategica mobile in vista di un possibile attacco invernale sovietico dalle teste di ponte di Serafimovič e Kletskaja.

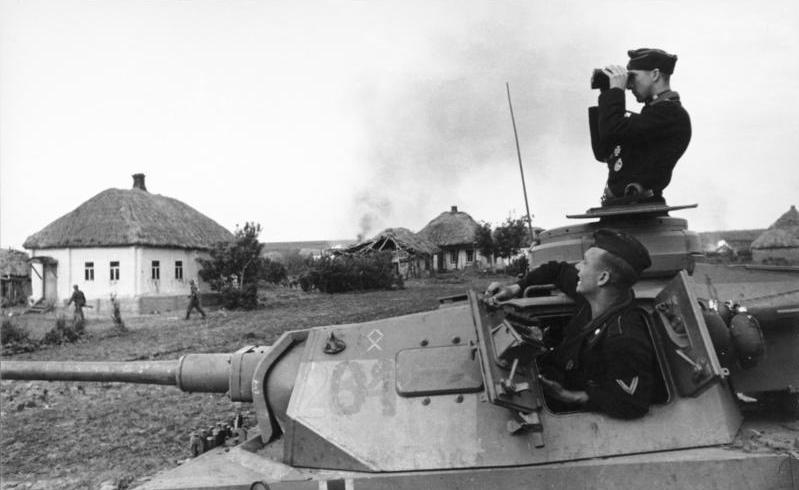
Un panzer della 14. Panzer-Division durante la marcia su Stalingrado, nell'estate 1942. Si noti il numero di riconoscimento "264" parzialmente coperto per migliorare la mimetizzazione

L'operazione Urano scattata il 19 novembre 1942 avrebbe colto di sorpresa la divisione (fornita di 29 Panzer III, 7 Panzer IV e 5 carri comando disarmati) che venne subito assegnata di rinforzo al l'XI Corpo d'armata tedesco. Raggruppata a Vercne Buzinovka, cercò di contrattaccare con le sue forze limitate verso ovest ma, nonostante una coraggiosa resistenza dal 19 al 21 novembre di fronte alle superiori forze sovietiche, subì pesanti perdite contro il 3º Corpo di cavalleria della Guardia e il 22 novembre dovette ripiegare abbandonando Vercne Buzinovka. La 14. Panzer-Division venne infine respinta a est del Don e quindi rimase accerchiata insieme a tutta la 6ª Armata del generale Paulus.
Durante i due mesi dell'assedio del kessel, i resti della 14. Panzer-Division, in cui erano stati raggruppati i pochi carri armati rimasti, vennero costantemente impiegati come riserva mobile centrale per cercare di contenere gli attacchi più pericolosi del nemico. La situazione divenne disperata e la divisione sarebbe stata totalmente distrutta, come tutte le forze accerchiate, al termine dell'ultima battaglia (2 febbraio 1943).
Uno degli ufficiali della divisione corazzata (Heinrich Gerlach, che partecipò direttamente alla battaglia e trascorse lunghi anni di prigionia in Russia) avrebbe descritto con grande efficacia nel suo romanzo L'armata tradita il tragico destino della 14. Panzer-Division e delle altre truppe tedesche accerchiate senza scampo nella sacca di Stalingrado.

### La ricostituzione
Nel quadro del programma hitleriano di immediata ricostituzione della 6ª Armata e delle divisioni distrutte a Stalingrado (motivato anche da ragioni di propaganda bellica), la nuova 14. Panzer-Division venne organizzata già nell'aprile 1943 in Bretagna, nella regione di Nantes-Angers. Dopo alcuni mesi di addestramento e formazione, la divisione corazzata venne di nuovo inviata sul fronte orientale nel novembre 1943 per partecipare ai tentativi della Wehrmacht di frenare la grande offensiva sovietica sul Dnepr, avendo in dotazione 49 Panzer IV, 44 Sturmgeschütz III, 9 carri comando e 7 carri lanciafiamme; assegnata al XXXX Panzerkorps (insieme alla 24. Panzer-Division, altra formazione "risorta" dopo Stalingrado) raggiunse subito buoni risultati a Krivoj Rog respingendo la 5ª Armata corazzata della Guardia sovietica.
Durante la durissima campagna invernale 1943-44 la 14. Panzer-Division venne nuovamente portata ai limiti della sua efficienza; prese parte infatti ai terribili combattimenti di Kirovograd e Čerkassy (tentativi di sbloccare le truppe tedesche accerchiate nella sacca di Korsun') e quindi all'estenuante ritirata combattendo verso la Romania, attraversando il Prut e il Dnestr, in mezzo al fango del disgelo primaverile e esposta ai pesanti attacchi delle armate corazzate sovietiche in avanzata. Durante queste battaglie la divisione corazzata si batté valorosamente ma subì gravi perdite e venne praticamente decimata.

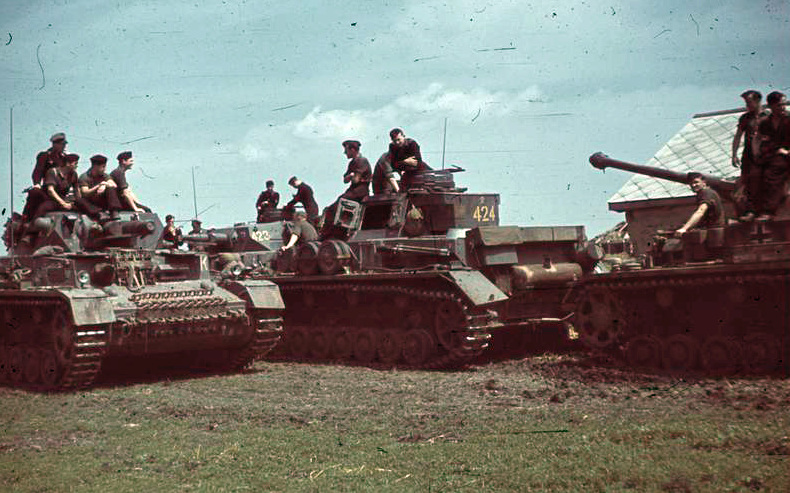
Panzer IV (probabilmente tutti della 4ª compagnia del 36. Panzer-Regiment) della 14. Panzer-Division fotografati nell'estate 1942

I vertici militari tedeschi optarono per il ritiro del reparto dal fronte di Iași, dove era schierata nella primavera 1944 e riportata nelle retrovie per essere riorganizzata e riequipaggiata (prima di questa decisione alla divisione restavano solo tre cannoni d'assalto e un Panzer IV operativo).
L'esito catastrofico per i tedeschi dell'operazione Bagration costrinse l'Alto comando a gettare in combattimento di nuovo la divisione ancora incompleta. Impegnata ora nel settore nord del fronte orientale, contribuì valorosamente a frenare l'avanzata sovietica verso il Baltico e partecipò a vari contrattacchi di alleggerimento, grazie anche ai 79 Panzer V Panther arrivati in estate. Ma la spinta sovietica riprese nell'ottobre 1944 e questa volta riuscì a isolare il Gruppo d'armate Nord (con ben 26 divisioni, tra cui la 14. Panzer-division) in Curlandia, dove le forze tedesche si sarebbero battute accanitamente fino alla capitolazione finale del maggio 1945.

### La fine
La 14. Panzer-Division costituì, insieme alla 12. Panzer-Division, l'elemento corazzato delle forze tedesche isolate in Curlandia e contribuì validamente ai vari successi difensivi che permisero di prolungare per mesi la resistenza nella sacca.
Di fronte alla catastrofe sull'Oder e all'invasione della Germania Orientale da parte dell'Armata Rossa, il comando tedesco decise di evacuare via mare la 14. Panzer-Division per impiegarla in difesa della Prussia e della Pomerania. La situazione ormai compromessa permise di attuare tale piano solo in parte, mentre il grosso degli uomini avrebbe tristemente terminato la sua tormentata vicenda bellica arrendendosi l'8 maggio 1945 a Liepāja, finendo in gran parte prigioniero dei russi.

## Ordine di battaglia
Formazione originaria (1940-1943)
- Stabs (Quartier generale)
- 14. Schützen-Brigade (14ª brigata di fanteria meccanizzata)
  - 103. Schützen-Regiment (103º reggimento di fanteria meccanizzata)
  - 108. Schützen-Regiment
  - 64. Kradschützen-Bataillon (64º battaglione motociclisti)
- 36. Panzer-Regiment (36º reggimento corazzato)
- 4. Panzer-Artillerie-Regiment (4º reggimento di artiglieria corazzato)
- 4. Panzerjäger-Abteilung (4º battaglione cacciacarri)
- 40. Panzer-Aufklärung-Abteilung (40º battaglione da ricognizione corazzato)
- 13. Pionier-Bataillon (13º battaglione del genio militare)
- 4. Nachrichten-Abteilung (4º battaglione trasmissioni)
- 4. Feldersatz-Bataillon (4º battaglione rimpiazzi)
- Unità di servizi e supporto

Seconda formazione (1943)
- Stabs
- 103. Panzergrenadier-Regiment (103º reggimento panzergrenadier)
- 108. Panzergrenadier-Regiment
- 36. Panzer-Regiment
- 64. Kradschützen-Bataillon
- 4. Panzer-Artillerie-Regiment
- 276. Heeres-Flak-Abteilung (276º distaccamento FlaK dell'esercito) - dal maggio 1942.[4]
- 4. Panzerjäger-Abteilung
- 13. Pionier-Bataillon
- 4. Panzer-Nachrichten-Abteilung (4º battaglione trasmissioni corazzato)
- 4. Feldersatz-Bataillon
- Unità di servizi e supporto

Dati tratti da:

## Decorazioni
Cinque uomini della 14. Panzer-Division si fregiarono della spilla d'oro per il combattimento corpo a corpo, altri 149 ricevettero la Croce Tedesca d'oro e 8 quella d'argento, 44 la spilla d'onore dell'esercito e 56 la Croce di Cavaliere della Croce di Ferro, di cui 5 con Fronde di Quercia e una con Fronde di Quercia e Spade.
Il maggiore Bernhard Sauvant fu l'unico ad essere insignito dell'Ordine di Michele il Coraggioso il 15 giugno 1943.

## Comandanti
Prima formazione
| Nome                               | Grado           | Inizio           | Fine              |
| Erick-Oskar Hansen                 | Generalleutnant | 15 agosto 1940   | 30 settembre 1940 |
| Heinrich von Prittwitz und Gaffron | Generalmajor    | 1º ottobre 1940  | 21 marzo 1941     |
| Friedrich Kühn                     | Generalmajor    | 22 marzo 1941    | 30 giugno 1941    |
| Ferdinand Heim                     | Generalmajor    | 1º luglio 1942   | 1º novembre 1942  |
| Hans Freiherr von Falkenstein      | Oberst          | 1º ottobre 1942  | 1º novembre 1942  |
| Johannes Baeßler                   | Generalmajor    | 1º novembre 1942 | 26 novembre 1942  |
| Martin Lattmann                    | Oberst          | 26 novembre 1942 | 31 dicembre 1942  |
| Martin Lattmann                    | Generalmajor    | 1º gennaio 1943  | ignota            |
| Günther Ludwig                     | Oberst          | ignoto           | 30 gennaio 1943   |

Seconda formazione
| Nome                     | Grado           | Inizio            | Fine             | Note                                         |
| Friedrich Sieberg        | Oberst          | 1º aprile 1943    | 31 maggio 1943   |                                              |
| Friedrich Sieberg        | Generalmajor    | 1º giugno 1943    | 29 ottobre 1943  | ferito a Kryvyj Rih morto il 3 novembre 1943 |
| Karl-Max Grässel         | Oberst          | 29 ottobre 1943   | 31 ottobre 1943  |                                              |
| Martin Unrein            | Oberst          | 1º novembre 1943  | 31 dicembre 1943 |                                              |
| Martin Unrein            | Generalmajor    | 1º gennaio 1944   | 1º luglio 1944   |                                              |
| Martin Unrein            | Generalleutnant | 1º luglio 1944    | 31 agosto 1944   | lasciò il comando per malattia               |
| Werner Mummert           | Oberst          | 1º settembre 1944 | 4 settembre 1944 |                                              |
| Oskar Munzel             | Oberst          | 5 settembre 1944  | 24 novembre 1944 |                                              |
| Martin Unrein            | Generalleutnant | 25 novembre 1944  | 31 gennaio 1945  |                                              |
| Friedrich-Wilhelm Jürgen | Oberst          | 1º febbraio 1945  | 23 febbraio 1945 |                                              |
| Karl Gräßel              | Oberst          | 24 febbraio 1945  | 19 marzo 1945    |                                              |
| Walter Palm              | Oberst          | 20 marzo 1945     | 8 maggio 1945    |                                              |

Dati tratti da:Unità della Wehrmacht okh.it